# Gagliano Castelferrato
Gagliano Castelferrato é uma comuna italiana da região da Sicília, província de Enna, com cerca de 3.767 habitantes. Estende-se por uma área de 55 km², tendo uma densidade populacional de 68 hab/km². Faz fronteira com Agira, Cerami, Nicosia, Nissoria, Regalbuto, Troina.

## Demografia
| Variação demográfica do município entre 1861 e 2011                               |
|                                                                                   |
| Fonte: Istituto Nazionale di Statistica (ISTAT) - Elaboração gráfica da Wikipedia |